# Tirynthia
Tirynthia is een geslacht van vlinders van de familie dikkopjes (Hesperiidae), uit de onderfamilie Hesperiinae.

## Soorten
- T. cinica (Plötz, 1882)
- T. conda Evans, 1955
- T. conflua (Herrich-Schäffer, 1869)
- T. huasteca Freeman, 1969